# Instituto Universitario de Oftalmobiología Aplicada
El Instituto Universitario de Oftalmobiología Aplicada, también conocido como IOBA, se trata de una institución perteneciente a la Universidad de Valladolid, que se encuentra entre los centros líder de trabajo e investigación en el área de la salud visual a nivel nacional. Se encuentra en el Campus Miguel Delibes, Valladolid, España, y fue fundado por el profesor José Carlos Pastor Jimeno. Este Instituto tiene tres áreas de trabajo: clínica, investigación y formación.

## El edificio y su organización
El edificio en el que ahora se desarrolla toda su actividad, empezó a funcionar en el año 2008, aunque fue oficialmente inaugurado en 2009 por la ministra de Ciencia e Innovación, Cristina Garmendia. Dispone de unos 4000 metros cuadrados distribuidos en cuatro plantas. Dicho edificio dispone de múltiples laboratorios, quirófanos, gabinetes médicos, así como salas de reuniones, aulas y biblioteca. Para atender todo esto, el centro cuenta con profesionales especializados en áreas muy distintas que cubren desde optometría, hasta estadística e incluso veterinaria. Actualmente, el centro se encuentra dirigido por Miguel J. Maldonado, Catedrático de Oftalmología. El instituto mantiene contacto con hospitales, universidades y centros de referencia en el sector de otros países, además de tener unas setecientas publicaciones científicas y algunas patentes. El instituto está acreditado por Aenor en Calidad según la norma UNE/EN ISO 9001:2008 y está certificado por IQnet en materia del sistema de gestión.

## Áreas de trabajo

### Clínica
El centro está especializado en varios campos oftalmológicos, por lo que es capaz de tratar muy diferentes patologías y problemas de la visión con técnicas y terapias personalizadas para cada paciente. Además, el instituto trabaja con distintas aseguradoras médicas.

### Investigación
El instituto ya ha desarrollado importantes sistemas y métodos gracias a la investigación que lleva a cabo. Cabe destacar el método para la detección del riesgo de desarrollar vitreorretinopatía proliferante o el sistema de monitorización no invasiva de la presión intracular, entre otros. Así mismo, el centro tiene ahora tres líneas principales de investigación: inflamación ocular, telemedicina y terapias avanzadas aplicadas a las patologías oculares.

### Formación
El centro ofrece distintas opciones de formación, como el Doctorado en Ciencias de la visión, diferentes másteres universitarios, estancias profesionales o programas de prácticas.